# Freesia corymbosa
Freesia corymbosa es una  planta fanerógama perteneciente a la familia Iridaceae. Es originaria de  Sudáfrica.

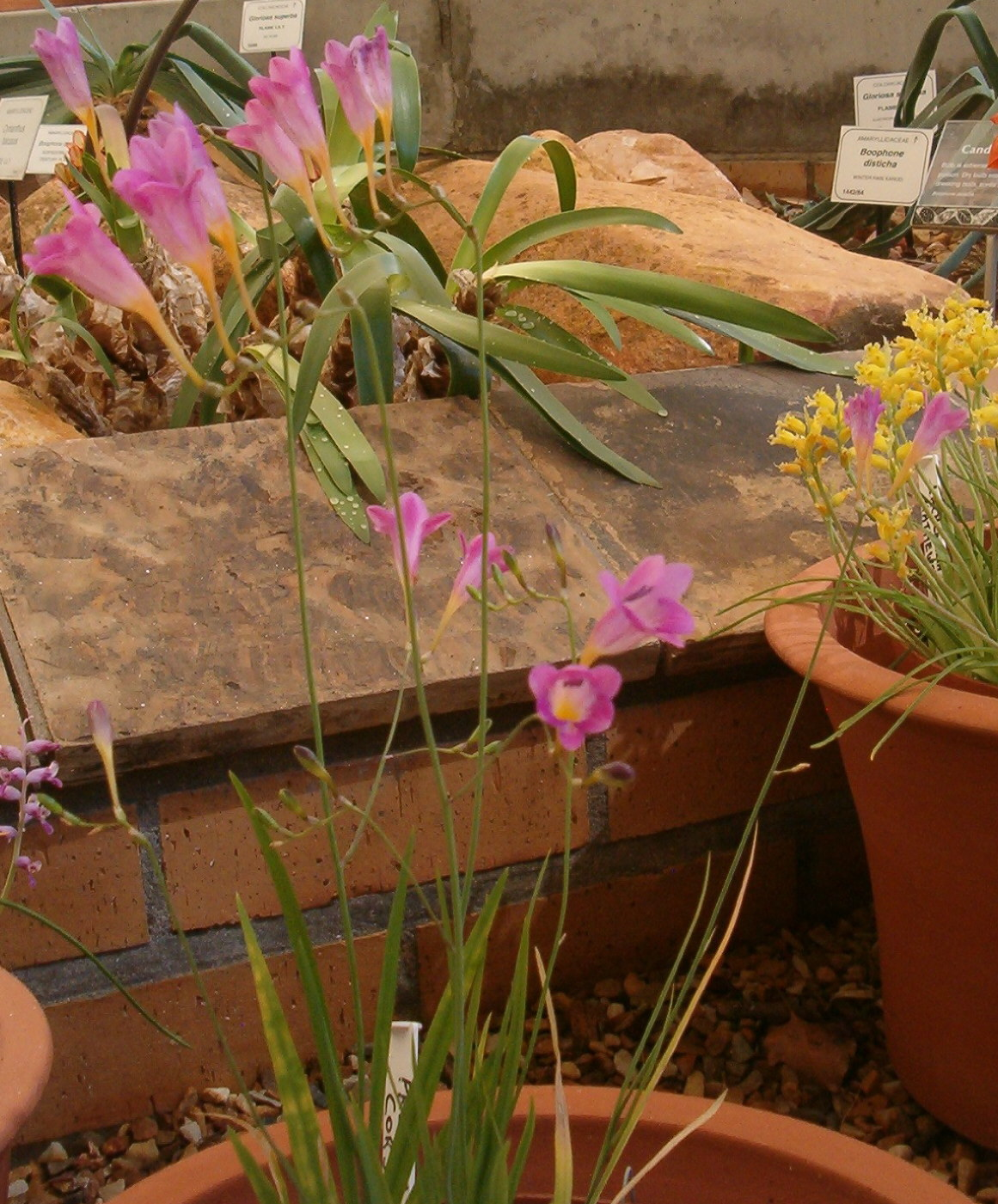
Vista de la planta

## Descripción
Freesia corymbosa es una planta herbácea perennifolia, geofita que alcanza un tamaño de 0.15 - 0.3 m de altura,  a una altitud de 120 - 1005 metros en Sudáfrica.

## Taxonomía
Freesia corymbosa fue descrita por (Burm.f.) N.E.Br. y publicado en Bull. Misc. Inform. Kew 1929(4): 132. [3 Jun 1929]
Etimología
Freesia nombre genérico que fue dedicado en honor del médico alemán Friedrich Heinrich Theodor Freese (1795-1876).
corymbosa: epíteto latíno que significa "con corimbos".
Sinonimia
- Freesia armstrongii W.Watson
- Freesia brevis N.E.Br.
- Freesia metelerkampiae L.Bolus
- Gladiolus corymbosus Burm.f.
- Tritonia odorata Lodd.[4][5]